# Чепарана-Карпена (Ла Специја)
Чепарана-Карпена је насеље у Италији у округу Ла Специја, региону Лигурија.
Према процени из 2011. у насељу је живело 5951 становника. Насеље се налази на надморској висини од 30 м.